# Gradoli
Gradoli é uma comuna italiana da região do Lácio, província de Viterbo, com cerca de 1.499 (Cens. 2001) habitantes. Estende-se por uma área de 37,51 km², tendo uma densidade populacional de 39,96 hab/km². Faz fronteira com Bolsena, Capodimonte, Grotte di Castro, Latera, Montefiascone, Onano, San Lorenzo Nuovo, Valentano.

## Demografia
| Variação demográfica do município entre 1861 e 2011                               |
|                                                                                   |
| Fonte: Istituto Nazionale di Statistica (ISTAT) - Elaboração gráfica da Wikipedia |